# Wieselburg-Land
Wieselburg-Land ist eine Gemeinde mit 3404 Einwohnern (Stand 1. Jänner 2024) im Bezirk Scheibbs in Niederösterreich. Zusammen mit der Stadtgemeinde Wieselburg bildet sie Wieselburg im weiteren Sinne.

## Geografie
Wieselburg-Land liegt im Mostviertel in Niederösterreich. Die Fläche der Gemeinde umfasst 33,94 km². 18,63 % der Fläche sind bewaldet.

### Gemeindegliederung
Das Gemeindegebiet umfasst folgende 36 Ortschaften (in Klammern Einwohnerzahl Stand 1. Jänner 2024):
- Bauxberg (5)
- Berging (34)
- Bodensdorf (213)
- Brandstetten (13)
- Breitenschollen (6)
- Brunning (80)
- Dürnbach (10)
- Forst am Berg (25)
- Furth (34)
- Galtbrunn (5)
- Großa (54)
- Grub (32)
- Gumprechtsfelden (131)
- Haag (74)
- Hart (19)
- Holzhäuseln (18)
- Hörmannsberg (23)
- Kaswinkel (9)
- Köchling (136)
- Kratzenberg (10)
- Krügling (60)
- Laimstetten (7)
- Marbach an der Kleinen Erlauf (132)
- Moos (45)
- Mühling (677)
- Neumühl (132)
- Oed am Seichten Graben (35)
- Oed beim Roten Kreuz (30)
- Pellendorf (14)
- Plaika (48)
- Schadendorf (48)
- Sill (46)
- Ströblitz (122)
- Unteretzerstetten (37)
- Wechling (118)
- Weinzierl (922)

Die Gemeinde besteht aus den Katastralgemeinden Gumprechtsfelden, Marbach, Mühling, Schadendorf, Wechling und Weinzierl.

### Nachbargemeinden
| Neumarkt an der Ybbs (Bez. Melk) |                                             | Bergland ∗ (Bez. Melk) Wieselburg ∗ (Stadtgem.) |
|                                  | Kompassrose, die auf Nachbargemeinden zeigt | Ruprechtshofen (Bez. Melk)                      |
| Wolfpassing                      | Purgstall an der Erlauf                     | Oberndorf an der Melk                           |

∗ Die Stadt Wieselburg und das dahinterliegende Petzenkirchen sind zwischen Wieselburg-Land und Bergland eingebettet, sodass letztere beiderseits aneinandergrenzen

## Geschichte

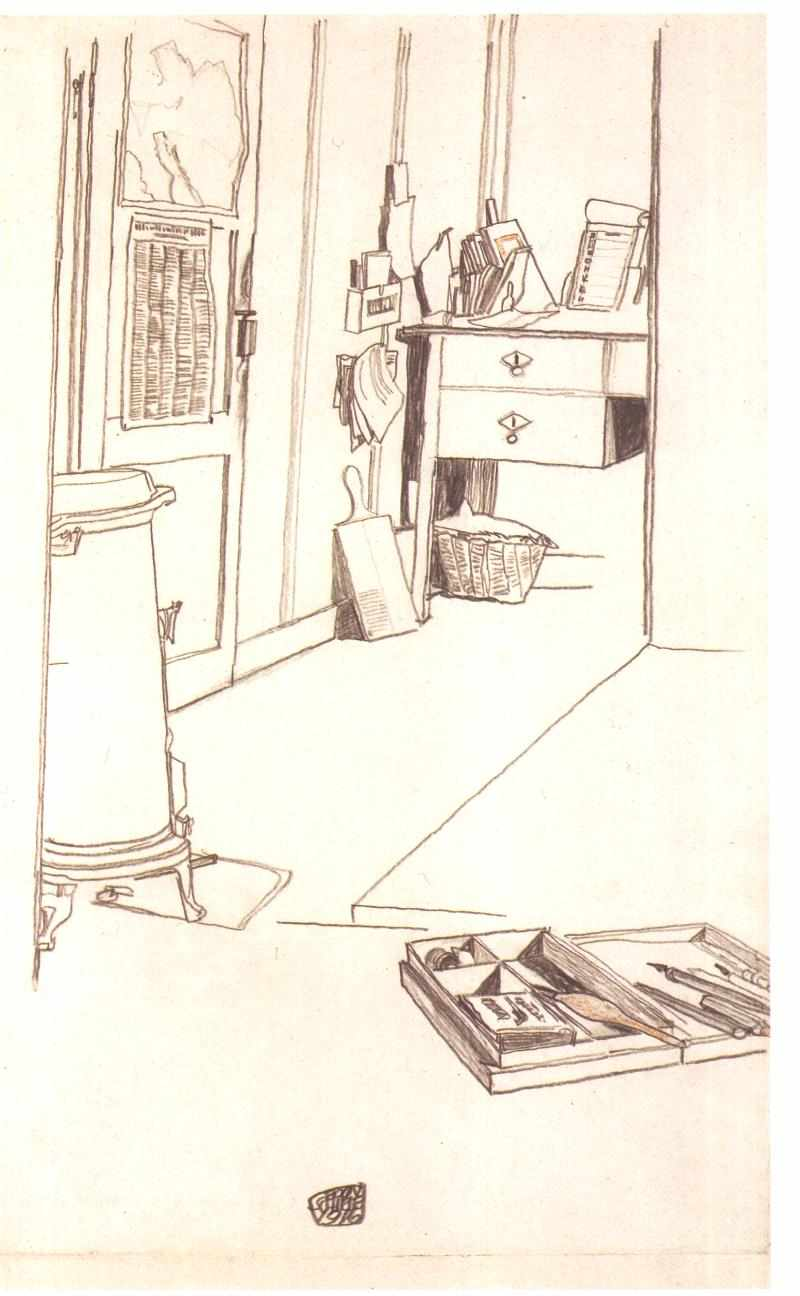
Schreibstube im Kriegsgefangenenlager Mühling, Zeichnung von Egon Schiele, 1916

Die Besiedlung ist bis in die Jungsteinzeit zurückverfolgbar.
Im Altertum war das Gebiet Teil der Provinz Noricum.
Die Gemeindegeschichte ist sehr eng mit der Geschichte der Stadtgemeinde Wieselburg verbunden. Dies kommt nicht nur im gemeinsamen Namen, der bereits 976 n. Chr. urkundlich als Zuisula-Burg aufscheint und auf die Burg in der Zwiesel der beiden Erlaufflüsse hinweist, sondern auch im Bestehen der gemeinsamen Pfarrkirche seit 993 n. Chr. zum Ausdruck.
Die Gemeinde Wieselburg-Land wurde 1967 durch Zusammenschluss der fünf Nachbargemeinden der Stadt Wieselburg, nämlich Gumprechtsfelden, Marbach, Mühling, Wechling und Weinzierl gebildet. Die erste historische Erwähnung ist nach 1100 mit strebilici für Ströblitz zu finden.
- Weinzierl ist der Hauptort der Gemeinde und wurde bereits 1021 urkundlich als Uinzurilun erwähnt. Zur Zeit der Bauernkriege spielte Weinzierl als Sammelplatz eine wichtige Rolle. Die Zeit der Freiherrn von Fürnberg als Herren von Weinzierl, die wirtschaftliche Unternehmungen führten und die Armenhausstiftung gründeten, ist besonders erwähnenswert. Unter ihre Gönnerschaft fällt auch das Wirken von Joseph Haydn und Johann Georg Albrechtsberger. Seit 1934 beherbergt das Schloss Weinzierl die älteste landwirtschaftliche Lehranstalt des heutigen Österreich. Seit 17. März 1985 ist Weinzierl Sitz der Gemeindeverwaltung.
- Der zweitgrößte Ort der Gemeinde ist das an der alten Eisenstraße gelegene Mühling. Die erste Nennung erfolgte vermutlich im Personennamen Chunrat von Mulingen 1317. Der Lagerfriedhof in Schauboden erinnert an die ausgedehnten Kriegsgefangenenlager in Wieselburg, Purgstall, Petzenkirchen und Mühling (1. Weltkrieg). In der Bewachungsmannschaft von Mühling leistete der Künstler Egon Schiele seinen Soldatendienst. Die Pulvermühle in Haag wurde bereits um 1600 errichtet und stellte einen der ältesten Industriebetriebe des Kaiserreiches dar.
- Die Ursprungsgemeinde Gumprechtsfelden ist selber erst 1913 durch Auflösung der Gemeinde Rottenhaus entstanden. Der Name Gumprechtsveld ist bereits 1112 erwähnt. Funde im Schloßkogel weisen bereits eine Besiedlung in der Jungsteinzeit nach.
- Die geschichtlichen Belege über die Ursprungsgemeinde Marbach als Katastralgemeinde mit dem Hauptort Marbach und den Orten Bodensdorf und Brunning stammen aus dem Jahre 1260 und 1334.
- Die Ursprungsgemeinde Wechling ist 1866 durch Zusammenlegung mit der Gemeinde Schadendorf entstanden.

Während des Zweiten Weltkrieges sind 187 Männer aus den Katastralgemeinden von Wieselburg-Land im Krieg gefallen.

### Einwohnerentwicklung
| Wieselburg-Land: Einwohnerzahlen von 1869 bis 2024  | Wieselburg-Land: Einwohnerzahlen von 1869 bis 2024 | Wieselburg-Land: Einwohnerzahlen von 1869 bis 2024 | Wieselburg-Land: Einwohnerzahlen von 1869 bis 2024 | Wieselburg-Land: Einwohnerzahlen von 1869 bis 2024 |
| --------------------------------------------------- | -------------------------------------------------- | -------------------------------------------------- | -------------------------------------------------- | -------------------------------------------------- |
| Jahr                                                |                                                    |                                                    |                                                    | Einwohner                                          |
| 1869                                                | 1869                                               |                                                    | 1.874                                              | 1.874                                              |
| 1880                                                | 1880                                               |                                                    | 1.996                                              | 1.996                                              |
| 1890                                                | 1890                                               |                                                    | 2.092                                              | 2.092                                              |
| 1900                                                | 1900                                               |                                                    | 2.160                                              | 2.160                                              |
| 1910                                                | 1910                                               |                                                    | 2.221                                              | 2.221                                              |
| 1923                                                | 1923                                               |                                                    | 2.235                                              | 2.235                                              |
| 1934                                                | 1934                                               |                                                    | 2.232                                              | 2.232                                              |
| 1939                                                | 1939                                               |                                                    | 2.325                                              | 2.325                                              |
| 1951                                                | 1951                                               |                                                    | 2.115                                              | 2.115                                              |
| 1961                                                | 1961                                               |                                                    | 2.474                                              | 2.474                                              |
| 1971                                                | 1971                                               |                                                    | 2.554                                              | 2.554                                              |
| 1981                                                | 1981                                               |                                                    | 2.775                                              | 2.775                                              |
| 1991                                                | 1991                                               |                                                    | 2.909                                              | 2.909                                              |
| 2001                                                | 2001                                               |                                                    | 3.014                                              | 3.014                                              |
| 2011                                                | 2011                                               |                                                    | 3.249                                              | 3.249                                              |
| 2021                                                | 2021                                               |                                                    | 3.409                                              | 3.409                                              |
| 2024                                                | 2024                                               |                                                    | 3.404                                              | 3.404                                              |
| Quelle(n): Statistik Austria, Gebietsstand 1.1.2021 |                                                    |                                                    |                                                    |                                                    |

## Kultur und Sehenswürdigkeiten

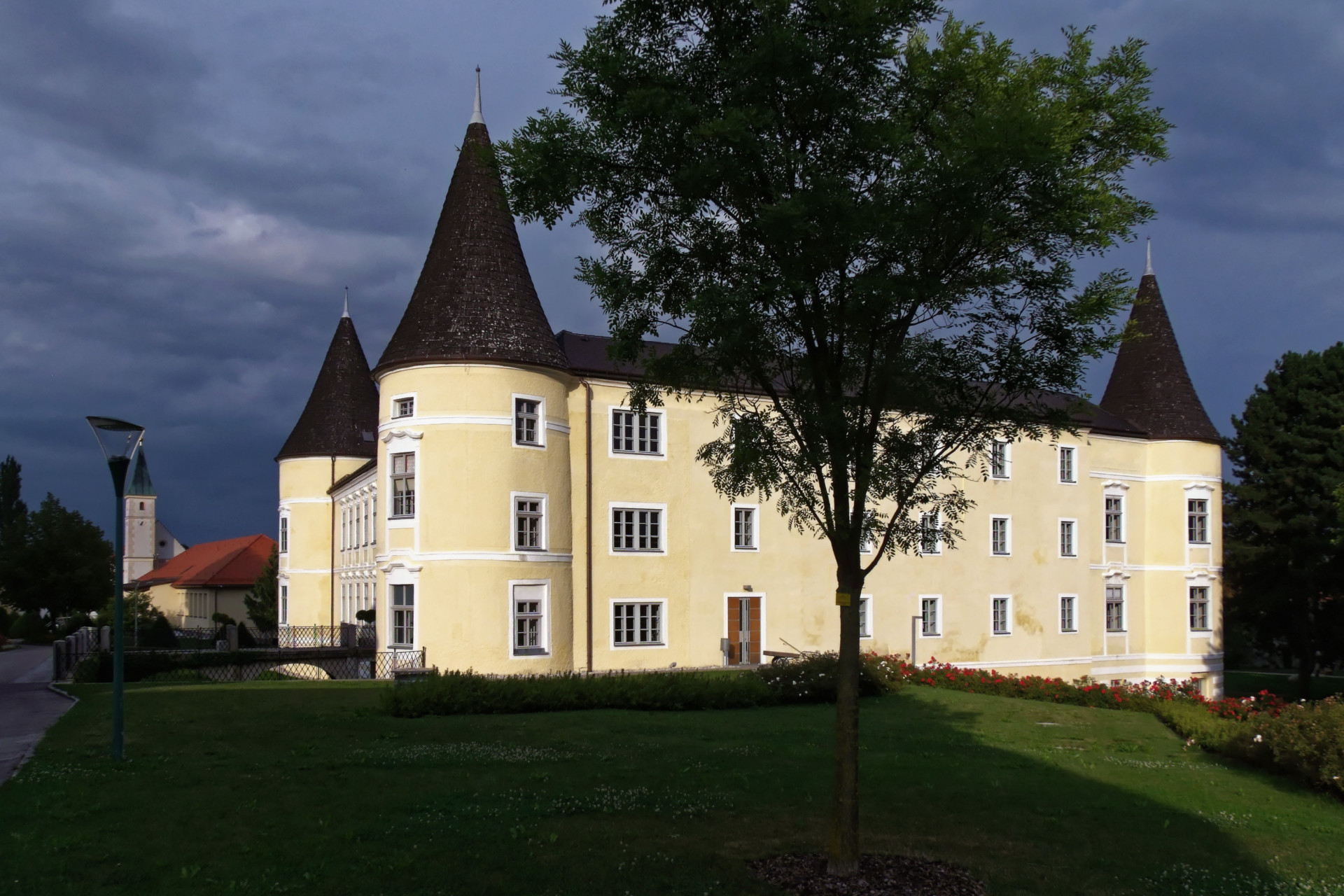
Schloss Weinzierl

### Vereine
In Wieselburg-Land gibt es ein reges Kulturleben. Zahlreiche Musikkapellen (Musikverein Wieselburg, Jugendkapelle, Weinzierler Buam und Weinzierler Dorfmusik), Musikgruppen (Die Tschechen, Wieselburger Tanzlmusi, Sisters in Voice) und Bands (Erlauftaler Spritzbuam, Stevens Big Band) tragen dazu bei.
Die Gemeinde unterhält keine eigene Freiwillige Feuerwehr. Der Brand- & Katastrophenschutz wird in Kooperation mit der Stadtgemeinde Wieselburg durch die Freiwillige Feuerwehr Wieselburg Stadt & Land sichergestellt.

### Sport
Es gibt ein Sportzentrum zwischen Aignerteich und Heindlwehr, wo ein Fußballplatz, eine Kletterwand, ein Asphaltstockschießplatz, ein Beachvolleyballplatz, ein Tischtennistisch und ein kleiner Kunstrasenfußballplatz zur Verfügung stehen.

## Wirtschaft und Infrastruktur
Nicht landwirtschaftliche Arbeitsstätten gab es im Jahr 2001 64, land- und forstwirtschaftliche Betriebe nach der Erhebung 1999 179. Die Zahl der Erwerbstätigen am Wohnort betrug nach der Volkszählung 2001 1.410. Die Erwerbsquote lag 2001 bei 48,44 %.
2009 wurden durch die Gründung des Technologiezentrums Wieselburg-Land in Haag ein Teil der Bioenergiekompetenzen Österreichs an einem Standort gebündelt (Bioenergy 2020+).

### Bildung

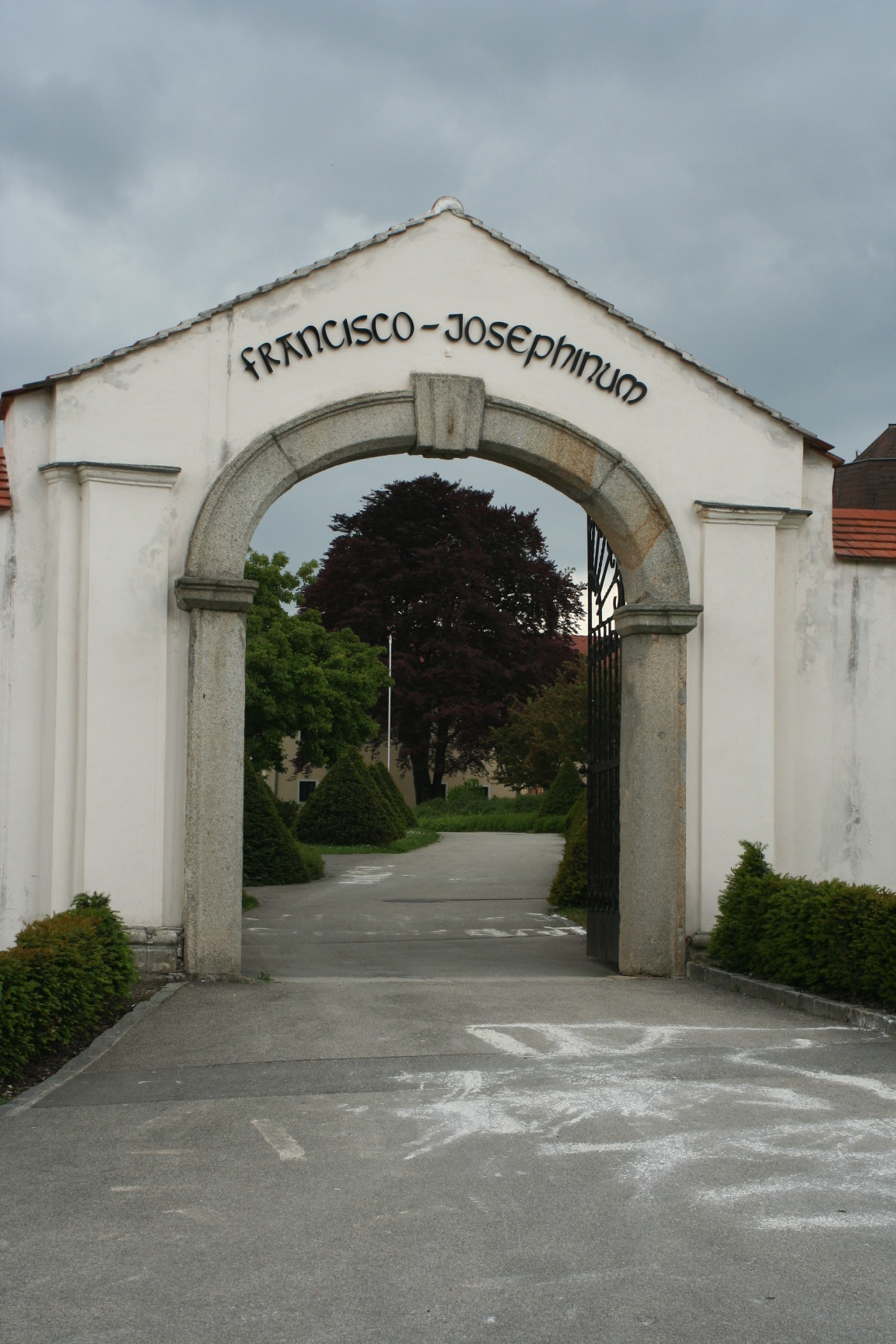
Schriftzug Francisco Josephinum am Eingang zum Schloss Weinzierl

- Francisco Josephinum: Höhere Bundeslehr- und Forschungsanstalt (HBLFA) für Landwirtschaft, Landtechnik und Lebensmitteltechnologie
- Es gibt einen Kindergarten in Weinzierl und einen Kindergarten in Mühling.

### Verkehr
- Eisenbahn: An der Erlauftalbahn, die stündliche Verbindungen nach Wieselburg Stadt und zur Westbahn bei Pöchlarn bietet, gibt es die zwei Bahnhöfe Mühling-Plaika und  Mühling/Erlauf.[5]
- Straße: Die wichtigste Straßenverbindung ist die Erlauftal Straße B25, die die Gemeinde von Norden nach Süden durchquert.

## Politik

### Gemeinderat
Der Gemeinderat hat 23 Mitglieder.
- Mit den Gemeinderatswahlen in Niederösterreich 1990 hatte der Gemeinderat folgende Verteilung: 12 ÖVP, 6 SPÖ und 3 Liste Kaindl.
- Mit den Gemeinderatswahlen in Niederösterreich 1995 hatte der Gemeinderat folgende Verteilung: 12 ÖVP, 6 SPÖ, 2 FPÖ und 1 Liste Kaindl.[6]
- Mit den Gemeinderatswahlen in Niederösterreich 2000 hatte der Gemeinderat folgende Verteilung: 14 ÖVP, 6 SPÖ und 1 FPÖ.[7] (21 Mitglieder)
- Mit den Gemeinderatswahlen in Niederösterreich 2005 hatte der Gemeinderat folgende Verteilung: 16 ÖVP und 7 SPÖ.[8]
- Mit den Gemeinderatswahlen in Niederösterreich 2010 hatte der Gemeinderat folgende Verteilung: 18 ÖVP und 5 SPÖ.[9]
- Mit den Gemeinderatswahlen in Niederösterreich 2015 hatte der Gemeinderat folgende Verteilung: 16 ÖVP, 5 SPÖ und 2 FPÖ.[10]
- Mit den Gemeinderatswahlen in Niederösterreich 2020 hat der Gemeinderat folgende Verteilung: 17 ÖVP, 4 SPÖ und 2 FPÖ.[11]

### Bürgermeister
- bis 2010 Josef Braunshofer (ÖVP)
- 2010–2024 Karl Gerstl (ÖVP)
- seit 2024 Franz Rafetzeder (ÖVP)

### Wappen
Der Gemeinde wurde 1985 folgendes Wappen verliehen:
In einem von blau auf gold geteilten Schild oben ein auf der Schildesteilung stehendes zweigeschossiges, silbernes Schloß, von zwei ebensolchen Türmen begrenzt, unten fünf grüne Laubbäume, zwei zu eins gestellt.
Die Gemeindefarben sind Blau-Gelb-Grün.

### Gemeindepartnerschaften
- Mit der Stadt Schauenstein in Oberfranken besteht eine Partnerschaft.[13]

## Persönlichkeiten
- Alfred Böhm (1920–1995), österreichischer Kammerschauspieler, lebte von 1966 bis zu seinem Tod am 22. September 1995 in Wieselburg-Land, Stroeblitz Nr. 3. Sein Grab befindet sich auf dem Friedhof in Wieselburg/Niederösterreich. Ein Ehrengrab auf dem Wiener Zentralfriedhof lehnte er ab.
- Paul Hörbiger (1894–1981), Volksschauspieler, lebte von 1965 bis zu seinem Tod in Wieselburg-Land, Katastralgemeinde Mühling (heute Paul-Hörbiger-Gasse).[14]
- Stephan Pernkopf (* 1972), Landesrat, lebt neben dem Francisco Josephinum in Weinzierl
- Josef Leitner (* 1972), Landeshauptmannstellvertreter von NÖ
- David Affengruber (Fußballspieler, 2001)